# Разработка персонажа (анимация)
Разработка персонажа в анимации — комплект графических изображений, включающих визуальный образ героя мультфильма, схемы, чертежи и эскизы, необходимые для последующего одушевления (анимации) персонажа.
Как правило, графическая разработка персонажа создаётся художником по персонажам.
Разработка персонажа осуществляется в соответствии с вводным заданием, составленным режиссёрской группой анимационного фильма (режиссёр, художник-постановщик, автор сценария).

## Комплект разработки
1. Эскизы (поиск образа персонажа на предварительном этапе);
2. Окончательный утверждённый вариант персонажа (анфас, профиль, 3/4, со спины);
3. Схема построения персонажа и его отдельных элементов (конструкция механики);
4. Карта эмоций;
5. Артикуляция;
6. Характерные позы;
7. Характерные жесты;
8. Цветовая схема;
9. Схема светотеней;
10. Дополнительные схемы и разработки, уточняющие механику (работу в анимации) элементов персонажа, аксессуаров, костюма, причёски, кистей рук и пр.;
11. Сравнительная таблица персонажей

На производстве полнометражных анимационных фильмов художник по персонажам сопровождает разработанного им героя, по мере необходимости дополняя разработку персонажа различными ракурсами и сложными позами.
На некоторых ведущих анимационных студиях, например Walt Disney Animation Studios, в комплекте разработки главных героев фильма, дополнительно показывается максимальная деформация (гибкость) персонажа.

## История
Пионеры отечественной и зарубежной мультипликации, в большей степени были универсалами, выполнявшими на производстве рисованных фильмов самую различную работу. Персонажей первых анимационных фильмов, как правило, придумывала режиссёрская группа — режиссёр, художник-постановщик и его ассистенты. Со временем, производственные процессы совершенствовались, появились объёмные полнометражные ленты, на производство которых начали привлекать художников, в обязанность которых входила полная разработка анимационных персонажей. Таких художников на производстве стали называть «художник по персонажам», а комплект графических материалов по созданию героя мультфильма — «разработкой персонажа».